# قرار مجلس الأمن التابع للأمم المتحدة رقم 1969
قرار مجلس الأمن التابع للأمم المتحدة رقم 1969، المعتمد بالإجماع على 24 فبراير 2011. بعد إعادة تأكيد القرارات 1599 (2005) و1677 (2006) و1690 (2006) و1703 (2006) و1704 (2006) و1745 (2007) و1802 (2008) و1867 (2009) و1912 (2010) بشأن الحالة في تيمور الشرقية، قرر المجلس تمديد ولاية بعثة الأمم المتحدة المتكاملة في تيمور الشرقية لمدة عام، حتى 26 فبراير 2012.

## أعمال
مدد مجلس الأمن ولاية بعثة الأمم المتحدة المتكاملة في تيمور الشرقية بمستوياتها الحالية البالغة 1520 فردًا نظاميًا و1480 شرطيًا و1200 موظف مدني حتى 26 فبراير 2012 وحث جميع الأطراف التيمورية على الانخراط في حوار سياسي لتوطيد الديمقراطية والتنمية الاجتماعية والاقتصادية. وطُلب من البعثة المساعدة في الأعمال التحضيرية للانتخابات الرئاسية والبرلمانية لعام 2012. وفي غضون ذلك، طُلب من الحكومة معالجة إصلاح قطاع الأمن، بما في ذلك الشرطة الوطنية.
وأيد القرار إعادة تشكيل بعثة الأمم المتحدة المتكاملة، مع مراعاة الحالة المتغيرة في تيمور الشرقية وخطة تقليص قوامها. وطُلب من البعثة الاستمرار في توفير إنفاذ القانون حتى تتولى الشرطة الوطنية لتيمورالشرقية مسؤولياتها الكاملة. علاوة على ذلك، كانت بعثة الأمم المتحدة مطالبة بتقديم المساعدة في مجال حقوق الإنسان وإصلاح الجهاز القضائي وتعاون المانحين، بينما طُلب من الحكومة تعزيز مبادرات بناء السلام.
وأخيرا، صدرت تعليمات إلى الأمين العام بان كي مون بمراقبة الوضع في تيمور الشرقية وتقديم تقرير إلى المجلس عن التقدم المحرز.